# Terebra gaiae
Terebra gaiae é uma espécie de gastrópode do gênero Terebra, pertencente a família Terebridae.